# Wilfried Koffi Hua
Wilfried Koffi Hua, född 12 oktober 1987, är en friidrottare från Elfenbenskusten. Han deltog vid olympiska sommarspelen 2016.